# Championnat d'Irlande de football 2016
Navigation
Édition précédente Édition suivante
La saison 2016 du Championnat d'Irlande de football est la 96e saison du championnat, la neuvième dans sa formule actuelle. Ce championnat se compose de deux divisions, la Premier Division, le plus haut niveau, la First Division, l’équivalent d’une deuxième division. Le Dundalk Football Club est le tenant du titre après ses succès acquis en 2014 et 2015.
Dundalk FC remporte pour la troisième année consécutive le championnat. Il devance Cork City FC et Derry City FC. C'est la première fois depuis 1987 qu'un club remporte trois fois consécutivement le championnat.
Longford Town termine à la dernière place et descend en First Division.

## Les changements depuis la saison précédente

### Promotions et relégations
En début de saison, deux équipes accèdent à l'élite : Wexford Youths Football Club, dont c'est la toute première apparition en Premier Division, et Finn Harps Football Club qui marque son retour après quinze années d'absence.
À l'opposé, Drogheda United Football Club qui termine dernier du championnat 2015 et Limerick Football Club qui perd les barrages contre Finn Harps descendent en First Division.

### Organisation
Le championnat s'organise sur deux divisions avec un système de promotion et relégation entre les deux niveaux. Mais c'est en même temps un championnat fermé puisque sauf grande difficulté économique les équipes participantes sont assurées de se maintenir au sein de ces deux divisions professionnelles. L'accession au championnat d'Irlande se fait sur décision de la fédération irlandaise et acceptation de la totalité des équipes déjà membres. Le plus haut niveau, rassemblant les douze meilleures équipes, est la Premier Division. Le deuxième niveau, composé de huit équipes, se nomme First Division.

#### Premier Division
La Premier Division se dispute selon le système d'une poule où toutes les équipes rencontrent trois fois leurs adversaires. Lors de la première partie de la saison, les équipes disputent deux rencontres une fois à domicile, une fois à l'extérieur. La troisième rencontre est tirée au sort et se jouera donc aléatoirement soit à domicile, soit à l'extérieur. Chaque équipe dispute donc 33 matchs de championnat dans la saison. Le dernier de la division est automatiquement relégué en First Division. L'équipe classée onzième rencontre le vainqueur du barrage de First Division dans un barrage d'accession/relégation.

#### First Division
La First Division se dispute selon le système d'une poule où toutes les équipes rencontrent quatre fois leurs adversaires, deux fois à domicile et deux fois à l'extérieur. Chaque équipe dispute donc 28 matchs de championnat dans la saison. Les premiers matchs sont programmés pour les 8 et 9 mars 2013.
La première équipe au classement au terme de la saison accède directement à la Premier Division. Les deux équipes disputent un match de barrage pour déterminer celle qui affrontera le 11e de la Premier Division dans un barrage d'accession/relégation.

## Les 20 clubs participants
| \| Dublin: · Premier Div.: · Bohemian · Shamrock Rov. · St Pat's · First Div.: · Shelbourne FC · UCD · Cabinteely FC Dublin Dundalk FC Sligo Rovers Bray Wanderers Derry City FC Cork City FC Galway FC Longford Town Wexford Youths FC Finn Harps Athlone Town Cobh Ramblers FC Waterford United Drogheda United Limerick FC \| Localisation des clubs engagés dans le championnat. |
| Dublin: · Premier Div.: · Bohemian · Shamrock Rov. · St Pat's · First Div.: · Shelbourne FC · UCD · Cabinteely FC Dublin Dundalk FC Sligo Rovers Bray Wanderers Derry City FC Cork City FC Galway FC Longford Town Wexford Youths FC Finn Harps Athlone Town Cobh Ramblers FC Waterford United Drogheda United Limerick FC                                                           |

Premier Division
| Équipe                                   | Ville      | Manager                    | Stade              | Capacité | Fondation |
| ---------------------------------------- | ---------- | -------------------------- | ------------------ | -------- | --------- |
| Bohemian Football Club                   | Dublin     | Keith Long                 | Dalymount Park     | 7 955    | 1890      |
| Bray Wanderers Association Football Club | Bray       | Mick Cooke                 | Carlisle Grounds   | 3 250    | 1942      |
| Cork City Football Club                  | Cork       | John Caulfield             | Turners Cross      | 7 485    | 1984      |
| Derry City Football Club                 | Derry      | Kenny Shiels               | Brandywell Stadium | 8 200    | 1928      |
| Dundalk Football Club                    | Dundalk    | Stephen Kenny              | Oriel Park         | 6 000    | 1903      |
| Finn Harps Football Club                 | Ballybofey | Ollie Horgan               | Finn Park          | 6 000    | 1954      |
| Galway Football Club                     | Galway     | Tommy Dunne Vacant         | Eamonn Deacy Park  | 5 000    | 2013      |
| Longford Town Football Club              | Longford   | Tony Cousins Alan Mathews  | Flancare Park      | 6 850    | 1924      |
| Shamrock Rovers Football Club            | Dublin     | Pat Fenlon Stephen Bradley | Tallaght Stadium   | 5 700    | 1901      |
| Sligo Rovers Football Club               | Sligo      | Dave Robertson             | The Showgrounds    | 5 500    | 1928      |
| St. Patrick's Athletic Football Club     | Dublin     | Liam Buckley               | Richmond Park      | 5 340    | 1929      |
| Wexford Youths Football Club             | Crossabeg  | Shane Keegan               | Ferrycarrig Park   | 2 500    | 2007      |

First Division
| Équipe                                              | Ville     | Manager                  | Stade               | Capacité | Fondation |
| --------------------------------------------------- | --------- | ------------------------ | ------------------- | -------- | --------- |
| Athlone Town Football Club                          | Athlone   | Alan Mathews             | Lissywoolen Stadium | 5 000    | 1887      |
| Cabinteely Football Club                            | Dublin    | Eddie Gormley            | Stradbrook          | 1 000    | 1967      |
| Cobh Ramblers Football Club                         | Cobh      | Stephen Henderson        | St. Colman's Park   | 5 000    | 1922      |
| Drogheda United Football Club                       | Drogheda  | Pete Mahon               | United Park         | 2 000    | 1975      |
| Limerick Football Club                              | Limerick  | Martin Russell           | Markets Field       | 3 000    | 2007      |
| Shelbourne Football Club                            | Dublin    | Kevin Doherty Owen Heary | Tolka Park          | 9 680    | 1895      |
| University College Dublin Association Football Club | Dublin    | Aaron Callaghan          | UCD Bowl            | 3 000    | 1895      |
| Waterford United Football Club                      | Waterford | Roddy Collins            | RSC                 | 3 100    | 1930      |

## Premier Division

### La pré-saison
Le marché des transferts est marqué par le départ du meilleur buteur et meilleur joueur du championnat 2015 : Richie Towell. Il signe dans le club anglais de Brighton & Hove Albion Football Club qui dispute le Championship.
Derry voit le retour de son attaquant Rory Patterson, meilleur buteur du championnat en 2013, après une année passée entre Australie et Angleterre.
Les Shamrock Rovers qui s'appuie sur un effectif très stable se donnent une préparation originale avec un tournoi international en Inde, la Sait Nagjee Cup.
Dundalk, double champion en titre, malgré la perte de Towell, reste le grand favori à sa propre succession. Le club prolonge le contrat de son entraineur Stephen Kenny de deux années.
La FAI annonce l'augmentation des primes pour les clubs. Un total de 475 500 € est à répartir entre les deux divisions. 371 500€ pour la Premier Division et 104 000€ pour la First Division. La répartition en fonction du classement s'organise comme suit :
| Classement | Prime en euro |
| ---------- | ------------- |
| 1          | 110 000       |
| 2          | 55 000        |
| 3          | 35 000        |
| 4          | 25 000        |
| 5          | 21 000        |
| 6          | 19 500        |
| 7          | 18 500        |
| 8          | 18 000        |
| 9          | 18 000        |
| 10         | 17 500        |
| 11         | 17 000        |
| 12         | 17 000        |

| Classement | Prime en euro |
| ---------- | ------------- |
| 1          | 30 000        |
| 2          | 17 500        |
| 3          | 12 000        |
| 4          | 10 500        |
| 5          | 9 500         |
| 6          | 8 500         |
| 7          | 8 000         |
| 8          | 8 000         |

### Les moments forts de la saison
le 15 avril, le club de Shelbourne en First Division annonce la signature jusqu'à la fin de la saison de l'ancien international Stephen Elliott, l'ancien joueur de Sunderland, Heart of Midlothian et Carlisle, revient de blessure, une rupture du tendon d'Achille et n'a pas joué depuis dix-huit mois.
Au premier tiers du championnat, Dundalk domine de la tête et des épaules la compétition et semble le grand favori pour se succéder à lui-même. Mais la surprise de l'épreuve est le Derry City FC qui joue les premiers rôles après avoir lutté toute la saison dernière pour ne pas descendre.
Une trêve estivale a lieu du 4 juin au 24 juin.
le 13 août 2016, après six saisons à la tête du club, Tony Cousins démissionne de son poste de manager du Longford Town.
Lors de la 32e journée, Longford Town est définitivement relégué. Il ne peut plus rattraper Wexford au classement. Le club ne sera resté que deux années dans l'élite irlandaise. De son côté, Wexford, en terminant à la 11e place dispute les barrages de promotion/relégation contre le vainqueur de Drogheda United et Cobh Ramblers FC.
Le 23 octobre, alors qu'il reste deux matchs à jouer, Dundalk FC bat, au cours d'un match en retard, les Bohemians et remporte le championnat pour la troisième année consécutivement. Il ne peut en effet plus être rattrapé par le Cork City FC.

### Classement
| Rang | Équipe                       | Pts | J  | G  | N  | P  | Bp | Bc | Diff |
| ---- | ---------------------------- | --- | -- | -- | -- | -- | -- | -- | ---- |
| 1    | Dundalk FC T                 | 77  | 33 | 25 | 1  | 6  | 73 | 28 | +45  |
| 2    | Cork City C                  | 70  | 33 | 21 | 7  | 5  | 65 | 23 | +42  |
| 3    | Derry City FC                | 63  | 33 | 17 | 11 | 5  | 48 | 29 | +19  |
| 4    | Shamrock Rovers              | 55  | 33 | 16 | 7  | 10 | 46 | 34 | +12  |
| 5    | Sligo Rovers                 | 49  | 33 | 13 | 10 | 10 | 42 | 35 | +7   |
| 6    | Bray Wanderers               | 46  | 33 | 13 | 7  | 13 | 39 | 40 | -1   |
| 7    | St. Patrick's Athletic FC CL | 45  | 33 | 13 | 6  | 14 | 45 | 41 | +4   |
| 8    | Bohemian FC                  | 41  | 33 | 12 | 5  | 16 | 30 | 37 | -7   |
| 9    | Galway United                | 38  | 33 | 10 | 8  | 15 | 44 | 54 | -10  |
| 10   | Finn HarpsP                  | 32  | 33 | 8  | 8  | 17 | 23 | 49 | -26  |
| 11   | Wexford Youths FC P          | 23  | 33 | 6  | 4  | 23 | 31 | 70 | -39  |
| 12   | Longford Town                | 14  | 33 | 2  | 8  | 23 | 25 | 71 | -46  |

| Légende : Qualifications et relégations | Légende : Qualifications et relégations                                                                            |
| --------------------------------------- | --- |
|                                         | Champion d'Irlande et Ligue des Champions 2017-2018, deuxième tour de qualification                                |
|                                         | Ligue Europa 2017-2018, premier tour de qualification                                                              |
|                                         | Barrage de relégation en deuxième division                                                                         |
|                                         | relégation en deuxième division                                                                                    |
|                                         | T : Tenant du titre P : Promu C : Vainqueur de la Coupe d'Irlande 2016 CL : Vainqueur de la Coupe de la Ligue 2016 |

### Résultats
| Résultats (▼dom., ►ext.)                                   | BOH | BRA | COR | DER | DUN | FIN | GAL | LON | SHA | SLI | PAT | WEX |
| Bohemian FC                                                |     | 0-0 | 0-1 | 0-1 | 0-2 | 2-0 | 1-1 | 2-0 | 0-4 | 1-0 | 5-1 | 3-3 |
| Bray Wanderers                                             | 0-2 |     | 0-2 | 0-3 | 1-3 | 1-0 | 1-2 | 0-0 | 1-1 | 4-0 | 1-0 | 3-0 |
| Cork City FC                                               | 2-0 | 4-0 |     | 2-1 | 1-0 | 3-1 | 5-3 | 6-0 | 2-0 | 1-2 | 1-0 | 1-1 |
| Derry City FC                                              | 1-0 | 2-0 | 1-0 |     | 0-5 | 2-2 | 2-1 | 4-0 | 3-0 | 0-2 | 1-1 | 1-0 |
| Dundalk FC                                                 | 2-1 | 1-0 | 0-1 | 1-1 |     | 3-0 | 2-1 | 4-3 | 1-1 | 1-0 | 2-0 | 3-2 |
| Finn Harps                                                 | 0-0 | 1-0 | 0-1 | 2-1 | 0-7 |     | 1-0 | 1-0 | 0-1 | 3-0 | 1-2 | 0-1 |
| Galway FC                                                  | 1-0 | 4-0 | 2-2 | 0-0 | 1-0 | 1-0 |     | 2-2 | 0-1 | 1-2 | 0-3 | 4-2 |
| Longford Town                                              | 0-1 | 1-1 | 0-3 | 1-1 | 0-4 | 0-2 | 1-1 |     | 0-2 | 2-2 | 0-1 | 2-4 |
| Shamrock Rovers                                            | 3-1 | 2-0 | 0-0 | 0-1 | 0-2 | 1-1 | 2-0 | 2-1 |     | 3-0 | 0-2 | 2-0 |
| Sligo Rovers                                               | 1-0 | 0-0 | 0-0 | 0-0 | 0-1 | 1-1 | 1-1 | 3-0 | 0-2 |     | 1-0 | 4-1 |
| St. Patrick's Athletic FC                                  | 3-0 | 1-2 | 3-1 | 0-1 | 0-4 | 4-0 | 1-3 | 3-3 | 0-2 | 1-1 |     | 4-0 |
| Wexford Youths FC                                          | 0-1 | 2-0 | 0-1 | 1-2 | 1-2 | 1-1 | 0-2 | 0-2 | 2-0 | 0-5 | 0-1 |     |
| - Victoire à domicile - Match nul - Victoire à l'extérieur |     |     |     |     |     |     |     |     |     |     |     |     |

| Résultats (▼dom., ►ext.)                                   | BOH | BRA | COR | DER | DUN | FIN | GAL | LON | SHA | SLI | PAT | WEX |
| Bohemian FC                                                |     |     |     |     | 1-2 |     |     | 1-0 | 1-0 | 3-2 |     | 1-0 |
| Bray Wanderers                                             | 2-1 |     | 4-1 | 2-2 | 2-1 |     |     |     |     | 4-0 | 2-1 |     |
| Cork City FC                                               | 0-0 |     |     |     |     | 2-0 |     | 5-2 | 3-0 |     | 3-1 | 5-0 |
| Derry City FC                                              | 2-1 |     | 0-0 |     |     |     | 0-0 |     | 2-2 | 2-1 |     |     |
| Dundalk FC                                                 |     |     | 2-1 | 3-1 |     | 2-0 | 4-1 |     |     | 0-3 |     |     |
| Finn Harps                                                 | 1-0 | 2-1 |     | 0-5 |     |     |     | 0-1 | 0-2 |     | 1-1 |     |
| Galway FC                                                  | 2-0 | 0-2 | 0-5 |     |     | 3-2 |     | 0-0 |     |     |     |     |
| Longford Town                                              |     | 0-2 |     | 2-1 | 0-3 |     |     |     | 2-4 |     | 0-1 |     |
| Shamrock Rovers                                            |     | 0-0 |     |     | 0-3 |     | 4-2 |     |     |     | 0-0 | 3-1 |
| Sligo Rovers                                               |     |     | 0-0 |     |     | 0-0 | 2-1 | 1-0 | 3-2 |     |     | 5-0 |
| St. Patrick's Athletic FC                                  | 0-1 |     |     | 0-2 | 5-2 |     | 1-0 |     |     | 0-0 |     | 4-1 |
| Wexford Youths FC                                          |     | 1-3 |     | 0-0 | 0-1 | 0-0 | 5-4 | 2-0 |     |     |     |     |
| - Victoire à domicile - Match nul - Victoire à l'extérieur |     |     |     |     |     |     |     |     |     |     |     |     |

### Évolution du classement
| Club                      | 1  | 2  | 3  | 4  | 5  | 6  | 7  | 8  | 9  | 10 | 11 | 12 | 13 | 14 | 15 | 16 | 17 | 18 | 19 | 20 | 21 | 22 | 23 | 24 | 25 | 26 | 27 | 28 | 29 | 30 | 31 | 32 | 33 |
| ------------------------- | -- | -- | -- | -- | -- | -- | -- | -- | -- | -- | -- | -- | -- | -- | -- | -- | -- | -- | -- | -- | -- | -- | -- | -- | -- | -- | -- | -- | -- | -- | -- | -- | -- |
| Dundalk FC                | 1  | 2  | 1  | 2  | 1  | 1  | 1  | 1  | 1  | 1  | 1  | 1  | 1  | 1  | 1  | 1  | 1  | 1  | 1  | 1  | 1  | 1  | 1  | 1  | 1  | 1  | 1  | 1  | 1  | 1  | 1  | 1  | 1  |
| Cork City FC              | 3  | 4  | 4  | 1  | 4  | 5  | 5  | 6  | 3  | 2  | 2  | 2  | 2  | 2  | 2  | 2  | 2  | 2  | 2  | 2  | 2  | 2  | 2  | 2  | 2  | 2  | 2  | 2  | 2  | 2  | 2  | 2  | 2  |
| Shamrock Rovers           | 3  | 3  | 2  | 5  | 5  | 3  | 4  | 4  | 6  | 5  | 4  | 3  | 3  | 4  | 3  | 4  | 4  | 4  | 4  | 4  | 4  | 4  | 4  | 4  | 4  | 4  | 4  | 3  | 3  | 3  | 4  | 4  | 4  |
| St. Patrick's Athletic FC | 8  | 7  | 6  | 4  | 6  | 6  | 6  | 3  | 5  | 6  | 6  | 5  | 6  | 5  | 5  | 6  | 6  | 6  | 7  | 7  | 7  | 7  | 7  | 7  | 7  | 7  | 7  | 8  | 8  | 6  | 6  | 6  | 7  |
| Bohemian FC               | 10 | 8  | 8  | 8  | 9  | 8  | 7  | 8  | 8  | 9  | 9  | 9  | 10 | 8  | 8  | 9  | 7  | 9  | 9  | 9  | 8  | 8  | 8  | 8  | 8  | 8  | 6  | 6  | 7  | 8  | 7  | 8  | 8  |
| Longford Town             | 3  | 4  | 9  | 9  | 10 | 11 | 12 | 12 | 12 | 12 | 12 | 12 | 12 | 12 | 12 | 12 | 12 | 12 | 12 | 12 | 12 | 12 | 12 | 12 | 12 | 12 | 12 | 12 | 12 | 12 | 12 | 12 | 12 |
| Derry City FC             | 7  | 6  | 5  | 3  | 2  | 2  | 2  | 2  | 2  | 3  | 3  | 4  | 4  | 3  | 4  | 3  | 3  | 3  | 3  | 3  | 3  | 3  | 3  | 3  | 3  | 3  | 3  | 4  | 4  | 4  | 3  | 3  | 3  |
| Bray Wanderers            | 8  | 12 | 12 | 12 | 8  | 10 | 11 | 11 | 10 | 10 | 10 | 11 | 11 | 11 | 11 | 11 | 10 | 10 | 10 | 10 | 10 | 10 | 9  | 9  | 9  | 9  | 9  | 7  | 6  | 7  | 7  | 7  | 6  |
| Sligo Rovers              | 10 | 10 | 10 | 10 | 11 | 12 | 10 | 10 | 9  | 8  | 7  | 7  | 7  | 7  | 7  | 7  | 8  | 7  | 6  | 6  | 6  | 6  | 5  | 5  | 5  | 5  | 5  | 5  | 5  | 5  | 5  | 5  | 5  |
| Galway FC                 | 1  | 1  | 3  | 6  | 3  | 4  | 3  | 5  | 4  | 4  | 5  | 6  | 5  | 6  | 6  | 5  | 5  | 5  | 5  | 5  | 5  | 5  | 6  | 6  | 6  | 6  | 9  | 9  | 9  | 9  | 9  | 9  | 9  |
| Wexford Youths FC         | 10 | 11 | 11 | 11 | 12 | 9  | 9  | 9  | 11 | 11 | 11 | 10 | 9  | 10 | 10 | 10 | 11 | 11 | 11 | 11 | 11 | 11 | 11 | 11 | 11 | 11 | 11 | 11 | 11 | 11 | 11 | 11 | 11 |
| Finn Harps                | 6  | 9  | 7  | 7  | 7  | 7  | 8  | 7  | 7  | 7  | 8  | 8  | 8  | 9  | 9  | 8  | 8  | 8  | 8  | 8  | 9  | 9  | 10 | 10 | 10 | 10 | 10 | 10 | 10 | 10 | 10 | 10 | 10 |

## First Division
La douzième journée est marquée par des faits marquants. Le premier est la confrontation entre Limerick et Drogheda, deux prétendants à la montée en Premier Division. Ce match se termine sur un match nul, 2 à 2. Ce sont les premiers points perdus par Limerick qui jusque-là avait aligné onze victoires consécutivement. 
Le deuxième est le report du match entre Athlone et Waterford. Le match est reporté par la FAI parce que le club d'Athlone s'est déclaré dans l'incapacité de se présenter avec une équipe complète. Finalement la Fédération donne le match gagné à Waterford sur le score de trois buts à zéro.
Le 28 août 2016, soit six journées avant la fin du championnat, le Limerick Football Club assure son titre de champion de First Division avec une victoire sur UC Dublin, et valide sa place en Premier Division pour 2017. À cette date, Limerick n'a pas encore perdu un seul match.
Le 1er octobre 2016, après 24 matchs sans défaites, le Limerick perd pour la toute première fois de la saison. L'équipe championne de First Division s'incline 2-0 sur le terrain du Cobh Ramblers FC.
L'équipe de Limerick remporte brillamment le championnat avec 23 victoire pour seulement 3 matchs nuls et une défaite. Elle réintègre l'élite irlandaise une seule année après l'avoir quittée.
Drogheda United et Cobh Ramblers FC se disputent les barrages d'accession. 

### Classement
| Rang | Équipe                   | Pts | J  | G  | N | P  | Bp | Bc | Diff |
| ---- | ------------------------ | --- | -- | -- | - | -- | -- | -- | ---- |
| 1    | Limerick Football Club R | 72  | 28 | 24 | 3 | 1  | 86 | 26 | +60  |
| 2    | Drogheda United R        | 52  | 28 | 15 | 7 | 6  | 42 | 29 | +13  |
| 3    | Cobh Ramblers FC         | 50  | 28 | 15 | 5 | 8  | 40 | 33 | +7   |
| 4    | UC Dublin                | 48  | 28 | 14 | 6 | 8  | 57 | 40 | +17  |
| 5    | Waterford United         | 33  | 28 | 10 | 3 | 15 | 43 | 65 | -22  |
| 6    | Shelbourne FC            | 30  | 28 | 9  | 3 | 16 | 36 | 40 | -4   |
| 7    | Cabinteely FC            | 16  | 28 | 4  | 4 | 20 | 19 | 54 | -35  |
| 8    | Athlone Town             | 14  | 28 | 3  | 5 | 20 | 26 | 62 | -36  |

| Légende : Qualifications et relégations | Légende : Qualifications et relégations        |
| --------------------------------------- | ---------------------------------------------- |
|                                         | Monte en Première Division                     |
|                                         | Barrages pour l'accession en Première Division |
|                                         | R : Reléguée de Première Division              |

### Résultats
| Résultats (▼dom., ►ext.)                                   | ATH | CAB | COB | DRO | LIM | SHE | UCD | WAT |
| Athlone Town                                               |     | 3-1 | 0-2 | 1-2 | 0-5 | 1-0 | 1-2 | 3-3 |
| Cabinteely FC                                              | 2-1 |     | 1-2 | 0-0 | 0-2 | 0-4 | 0-0 | 0-2 |
| Cobh Ramblers FC                                           | 2-2 | 2-0 |     | 2-1 | 0-3 | 1-0 | 0-2 | 4-0 |
| Drogheda United                                            | 2-2 | 4-0 | 1-0 |     | 0-3 | 1-0 | 1-2 | 2-1 |
| Limerick FC                                                | 3-0 | 3-0 | 6-1 | 2-2 |     | 5-1 | 4-1 | 7-2 |
| Shelbourne FC                                              | 2-1 | 1-1 | 0-1 | 3-0 | 3-4 |     | 1-2 | 0-2 |
| UC Dublin                                                  | 1-1 | 2-1 | 3-1 | 2-2 | 1-2 | 2-0 |     | 1-3 |
| Waterford United                                           | 3-0 | 3-1 | 1-2 | 1-2 | 2-5 | 1-4 | 3-1 |     |
| - Victoire à domicile - Match nul - Victoire à l'extérieur |     |     |     |     |     |     |     |     |

| Résultats (▼dom., ►ext.)                                   | ATH | CAB | COB | DRO | LIM | SHE | UCD | WAT |
| Athlone Town                                               |     | 4-0 | 0-2 | 0-1 | 0-2 | 1-0 | 1-1 | 1-3 |
| Cabinteely FC                                              | 5-1 |     | 1-3 | 1-0 | 0-1 | 1-2 | 0-2 | 2-0 |
| Cobh Ramblers FC                                           | 2-1 | 3-0 |     | 2-1 | 2-0 | 0-0 | 2-2 | 3-1 |
| Drogheda United                                            | 1-0 | 1-0 | 2-0 |     | 3-3 | 2-0 | 2-1 | 2-0 |
| Limerick FC                                                | 1-0 | 2-0 | 2-0 | 2-1 |     | 2-0 | 4-3 | 4-0 |
| Shelbourne FC                                              | 3-0 | 2-1 | 2-0 | 0-2 | 1-1 |     | 1-2 | 0-1 |
| UC Dublin                                                  | 5-1 | 4-1 | 0-1 | 1-1 | 2-3 | 3-2 |     | 2-1 |
| Waterford United                                           | 3-0 | 0-0 | 2-2 | 1-3 | 1-5 | 2-1 | 1-8 |     |
| - Victoire à domicile - Match nul - Victoire à l'extérieur |     |     |     |     |     |     |     |     |

## Matchs de barrage
Le premier tour des barrages oppose le deuxième au troisième de First Division. Le vainqueur pourra ensuite défier l'équipe ayant terminé à la 11e place de la Premier League pour l'accession dans l'élite. 

### Premier tour
| Premier tour, match aller | Cobh Ramblers Football Club | 0-2   | Drogheda United Football Club           | St. Colman's Park |  |
| 22 octobre 2016 19:45     |                             | (0-0) | Marc Griffin 60e · Gareth McCaffrey 62e |                   |  |

| Premier tour, match retour | Drogheda United Football Club | 1-2   | Cobh Ramblers Football Club          | United Park            |                        |
| 27 octobre 2016 19:45      | Gareth McCaffrey 60e          | (0-2) | Connor Ellis 1re · Shane O'Connor 9e | Arbitrage : Marc Lynch | Arbitrage : Marc Lynch |

Drogheda United l'emporte sur le score de 3-2 et joue le barrage d'accession-relégation contre le Wexford Youths FC

### Barrage de promotion/relégation
| Barrage, match aller | Wexford Youths Football Club       | 2-0   | Drogheda United Football Club | Ferrycarrig Park                           |                                            |
| 31 octobre 19:45     | Danny Furlong 66e · Lee Chin 90+1e | (0-0) |                               | Spectateurs : 616 Arbitrage : Ray Matthews | Spectateurs : 616 Arbitrage : Ray Matthews |
| 31 octobre 19:45     | Rapport                            |       |                               | Spectateurs : 616 Arbitrage : Ray Matthews | Spectateurs : 616 Arbitrage : Ray Matthews |

| Barrage, match retour | Drogheda United Football Club                              | 3-0   | Wexford Youths Football Club | United Park |  |
| 4 novembre 19:45      | Sean Brennan 45e · Kevin Farragher 58e · Sean Thornton 78e | (1-0) |                              |             |  |
| 4 novembre 19:45      | Rapport                                                    |       |                              |             |  |

Drogheda United s'impose sur l'ensemble des deux matchs 3 à 2. Le club gagne donc le droit de disputer la Premier Division la saison prochaine. A contrario Wexford Youths descend en First Division après seulement une année de présence dans l'élite irlandaise.

## Statistiques

### Meilleurs buteurs
| Rang | Nom              | Équipe                 | Buts |
| ---- | ---------------- | ---------------------- | ---- |
| 1    | Sean Maguire     | Cork City              | 18   |
| 2    | David McMillan   | Dundalk FC             | 16   |
| -    | Rory Patterson   | Derry City             | 16   |
| 4    | Vinny Faherty    | Galway United          | 12   |
| 5    | Conan Byrne      | St. Patrick's Athletic | 11   |
| 6    | Raffaele Cretaro | Sligo Rovers           | 10   |
| .    | Daryl Horgan     | Dundalk FC             | 10   |
| .    | Gary McCabe      | Shamrock Rovers        | 10   |
| .    | Kurtis Byrne     | Bohemian FC            | 10   |
| .    | Christy Fagan    | St. Patrick's Athletic | 10   |
| 11   | Brandon Miele    | Shamrock Rovers        | 9    |
| .    | Kieran Sadlier   | Sligo Rovers           | 9    |

| Rang | Nom            | Équipe           | Buts |
| ---- | -------------- | ---------------- | ---- |
| 1    | Gary O'Neill   | UCD              | 13   |
| 2    | John O'Flynn   | Limerick FC      | 12   |
| .    | Chris Mulhall  | Limerick FC      | 12   |
| 4    | Aaron Greene   | Limerick FC      | 11   |
| .    | Paul O'Conor   | Limerick FC      | 11   |
| .    | James English  | Shelbourne FC    | 11   |
| 7    | Philip Gorman  | Waterford United | 10   |
| 8    | Aaron Ashe     | Drogheda United  | 8    |
| .    | Shane O'Connor | Cobh Ramblers    | 8    |
| .    | Jamie Doyle    | Shelbourne FC    | 8    |

## Bilan de la saison
| Championnat d'Irlande de football 2016                       |                                                          |
| Champion                                                     | Dundalk Football Club (12e titre)                        |
| Dauphin                                                      | Cork City Football Club                                  |
| Coupes et trophées                                           |                                                          |
| Vainqueur de la Coupe d'Irlande 2016                         | Cork City Football Club                                  |
| Vainqueur de la Coupe de la Ligue d'Irlande de football 2016 | St. Patrick's Athletic FC                                |
| Qualifications continentales                                 |                                                          |
| Ligue des champions de l'UEFA 2017-2018                      | Dundalk Football Club                                    |
| Ligue Europa 2017-2018                                       | Cork City Football Club                                  |
| Ligue Europa 2017-2018                                       | Derry City Football Club                                 |
| Ligue Europa 2017-2018                                       | Shamrock Rovers Football Club                            |
| Promotions et relégations                                    |                                                          |
| Promus en Premier Division                                   | Limerick Football Club Drogheda United Football Club     |
| Relégués en First Division                                   | Longford Town Football Club Wexford Youths Football Club |